# 黎則奮

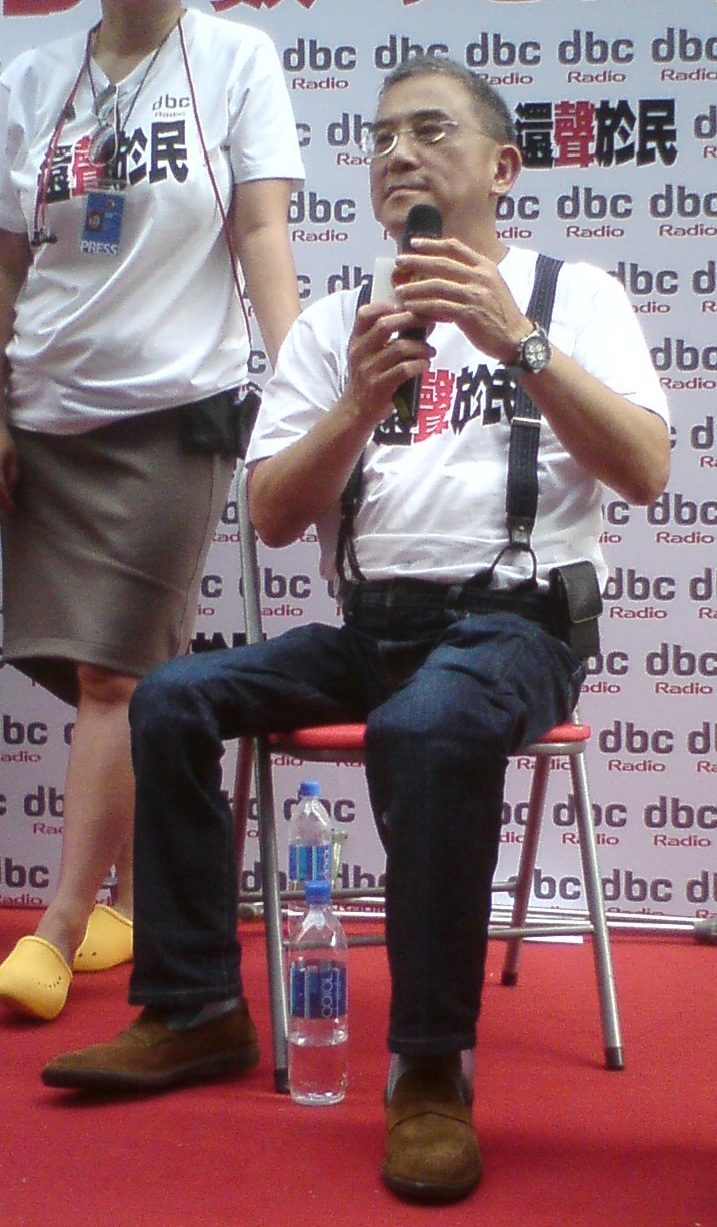
黎則奮於2012年71大遊行中

黎則奮（英語：Lai Chak Fun，1950年12月2日—），暱稱Q仔Q爺，籍貫廣東南海，加拿大及香港資深傳媒工作者兼時事評論員，曾為《信報》編輯和《資本雜誌》總編，曾創立網台七一電台，擅長政經評論、文化評論、股評、馬評以至影評等，並長期擔任香港人民廣播電台和香港人網時事評論節目主持。2011年起曾擔任香港數碼廣播(DBC)大錢台台長，曾於網台D100擔任主持，現已移民加拿大溫哥華。

## 簡历
籍貫廣東南海，黎於灣仔長大，曾就讀紅十字會學校以及樂善堂觀塘學校（小五及小六，1965年上午校畢業），原獲派皇仁書院學位，1972年畢業於香港華仁書院中七年級，香港大學社會科學學士，主修經濟學和社會學，1975年港大畢業後，曾應劉迺強邀請出任《工貿一週》編輯，其後曾回港大作教務處行政主任，並執教於「英訊」補習社，1981年起任《信報月刊》執行編輯，但編採路線與創辦人林行止有異而離職，其後創辦「新英訊」補習社，1989年起任《資本雜誌》總編輯，1997年辭任後轉為自由撰稿人。現每周於《蘋果日報》有撰寫時事評論。 
黎擅長政經評論、文化評論、股評、馬評以至影評等，筆名包括馮仁釗、方卡謬、李阿飛、七靈、易凡等，歷年曾於《信報》、《中報》、《新報》、《明報》、《財經日報》、《天天日報》、《星島日報》、《癲狗日報》和多份期刊寫作，
黎則奮腿部不良於行，需要使用拐杖走路。

## 爭議
黎則奮的立場偏向泛民主派，經常批評本土派和年輕人，其言行亦極具爭議。他經常抨擊李怡、黃毓民、練乙錚、王岸然等評論員散播港獨思維荼毒青年，又愛以懷舊腔調責罵當下年輕人不努力。黎則奮為人十分獨裁假民主，動輒封鎖社交媒體異見者，與其宣稱支持言論自由行為完全相反。
2017年聖誕日，黎透露自己在銅鑼灣時代廣場用餐時，嘗試用拐杖擋住即將關上的升降機門但不果，反而將拐杖夾在其中。他撰文批評商場辦事效率差，花上半小時仍不能取出其拐杖。及後商場公關就此事致電他道歉，又送上果籃賠罪。貼文在其Facebook刊出後，引來網民們反感其惡人先告狀和貪小便宜的行為。
2018年，黎則奮表示已加入護膚噴霧「Maione」的傳銷行列，更自詡收入可觀，但被壹周刊踢爆為騙財陷阱，產品療效更被專家否定。

## 著作
| 《一人問候九七》 | 進一步多媒體有限公司 |
| 《男人思‧想》    | 進一步多媒體有限公司 |